# Mary Widmer-Curtat
Mary Widmer-Curtat, née Mary Adrienne Émilie Curtat le 19 mars 1860 à Auboranges en Suisse et morte le 29 décembre 1947 à Lausanne dans le même pays, est une philanthrope, une collectionneuse, une poétesse et une écrivaine suisse.
Elle fonde le Comité central suisse de secours aux réfugiés belges à Lausanne lors de la Première Guerre mondiale.

## Biographie

### Enfance
Le 19 mars 1860, Mary Adrienne Emilie Curtat naît à Auboranges dans le canton de Fribourg, près d'Oron, dans une famille d'agriculteurs. Elle est la troisième enfant de Jean-Louis et Emma Curtat-Perret. Le peintre Louis Curtat, né Louis Eugène Alexandre Curtat, est son frère cadet de 9 ans,,,.
Dès sa première année, Mary déménage avec toute sa famille à Bussigny dans le canton de Vaud en Suisse, chez son oncle paternel, le pasteur Louis François Antoine Curtat (de),,.
Avec sa sœur Thérèse, Mary suit les cours de l'école Vuillet à Lausanne.

### Vie adulte

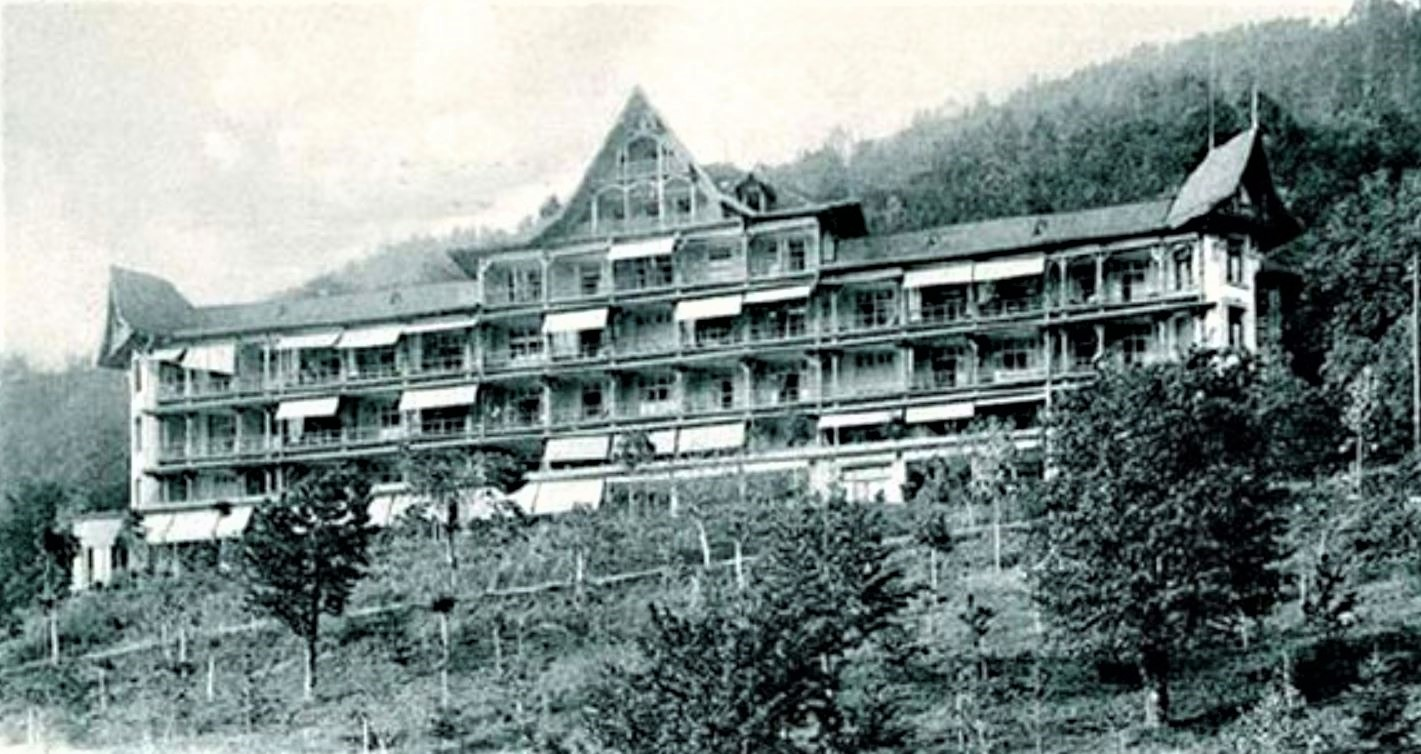
La clinique Valmont de Glion.

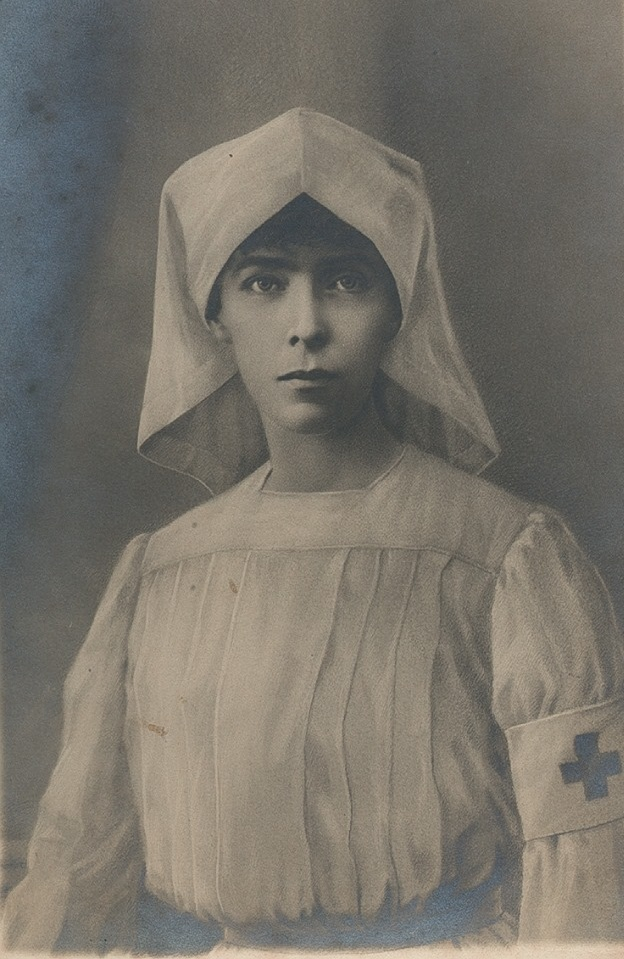
La reine des Belges revêtue d'une tenue d'infirmière et portant un brassard de la Croix-Rouge.

En 1881, Mary rencontre le Dr Henri-Auguste Widmer à 21 ans, puis l'épouse le 20 septembre 1882 à l'âge de 22 ans. Il vient d'installer son cabinet à Bussigny et Mary l'aide au bien-être des patients. Puis, le Dr Widmer s'installe à Lausanne et, dès lors, il acquiert des nouvelles connaissances médicales et différents postes au fil des années. En 1905, il devient directeur de la clinique Valmont à Glion,. Celle-ci est fréquentée par la bourgeoisie et l'aristrocratie européennes. C'est ainsi qu'en mai 1913, Mary Widmer-Curtat fait la connaissance de la reine Élisabeth de Belgique venue sous le nom d'emprunt de Comtesse de Réthy,.

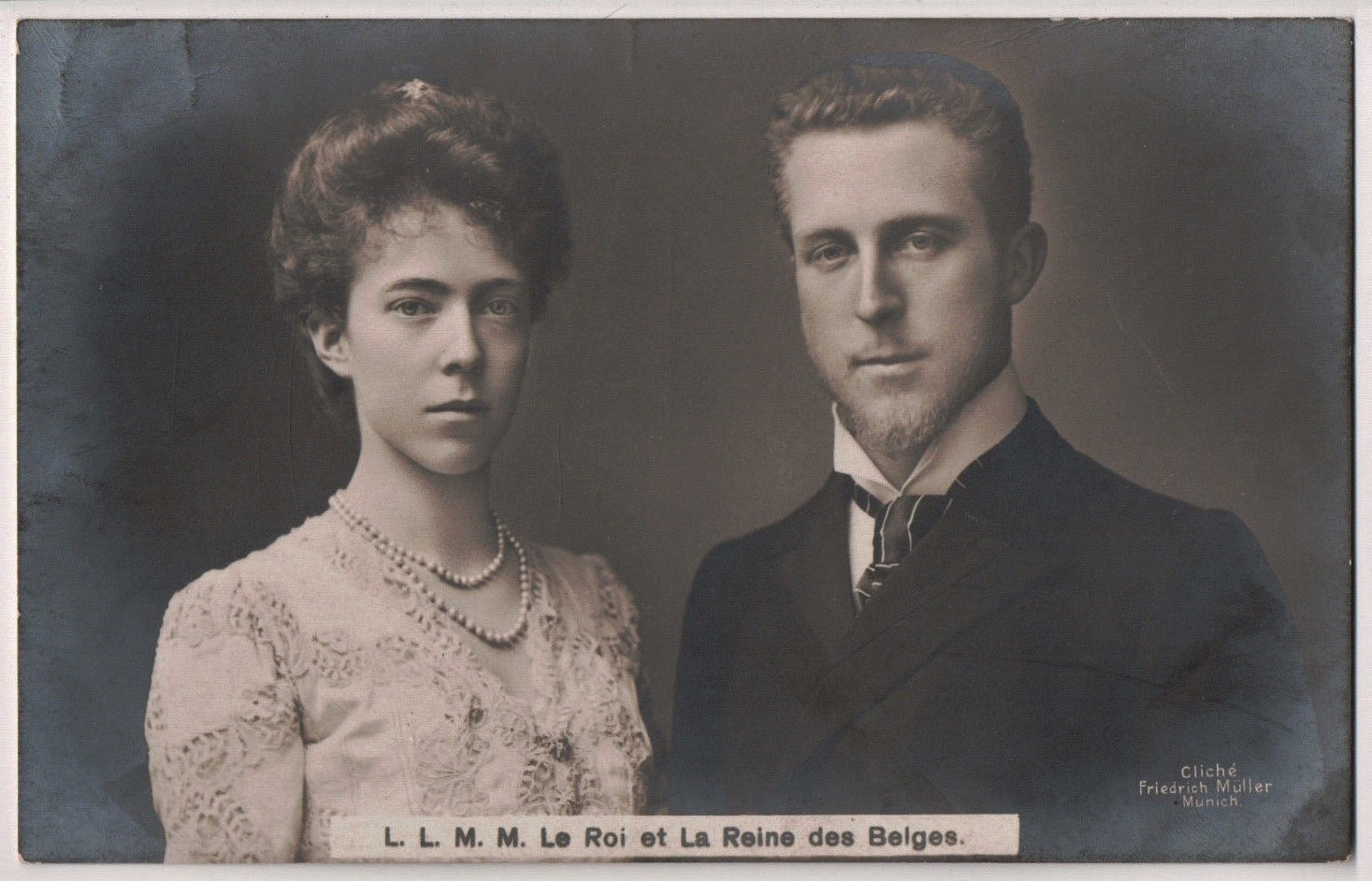
La reine Elizabeth et le roi Albert Ier de Belgique.

Avant l'hiver 1914, la Belgique est presque entièrement occupée par les troupes allemandes. L'occupation de la Belgique, neutre comme la Suisse, est ressentie par de nombreuses personnes des cantons romands (Suisse) comme un choc. En octobre 1914, Mary Widmer-Curtat peut lire différents appels à l'aide en faveur des Belges, notamment dans la Gazette de Lausanne. Deux semaines plus tard, elle crée l'Œuvre de secours aux réfugiés belges. Elle est soutenue par son mari et par Aloïs de Meuron, alors membre influent du conseil d'administration de la Gazette de Lausanne et conseiller national. L'action de Mary Widmer-Curtat prend de l'ampleur et atteint l'ensemble du territoire helvétique ; son œuvre devient rapidement le Comité central suisse de secours aux réfugiés belges. Une amitié naît entre le couple Widmer-Curtat et le couple royal belge et s'accroît au fil des années,,,,.
En cinq ans, plus de 9 000 enfants, personnes réfugiées et soldats internés sont accueillis par le Comité central suisse de secours aux réfugiés belges. Lausanne est leur premier point de chute : on leur y fournit des soins, des vaccins, de la nourriture et des vêtements. Mary Widmer-Curtat parvient à trouver des centaines de familles suisses dans lesquelles placer des enfants rescapés dans l'attente de la fin des hostilités. Au lendemain de la guerre, elle est reçue au palais royal,.
Sœur du peintre Louis Curtat, elle constitue avec son mari une collection de peintures et de sculptures d'artistes suisses et européens, léguée au Musée cantonal des beaux-arts de Lausanne. Mary publie des poèmes et quelques livres, dont Nos souvenirs de la famille royale de Belgique en 1937.
En 1916, elle fonde aussi l'Association cantonale du costume vaudois. Cette association est composée uniquement de dames et se fixe les buts suivants : maintenir les traditions et l'art choral, étudier le patois, cultiver l'histoire et la littérature nationale,.

### Mort
Mary Widmer-Curtat meurt à Lausanne le 29 décembre 1947 dans sa 87e année.

## Œuvre littéraire
- Poésies : un peu de rêve, un peu de cœur, Lausanne, F. Rouge, 1902, 153 p., 21 cm (OCLC 32292358) ;
- Nos souvenirs de la famille royale de Belgique (autre titre : Val-Mont), Lausanne, La Concorde, 1937, 137 p., 20 cm (OCLC 999498492) ;
- Les vœux de La Colline et de Val-Mont : 1902-1939 (poésie), Lausanne, La Concorde, 1939, 60 p., ill. 20 cm (OCLC 787850465) ;
- Petit Libou découvre la vie (ill. Louis Curtat), Lausanne, La Concorde, 1941, 115 p., 19 × 13 cm (OCLC 83816967).

## Distinctions et hommages

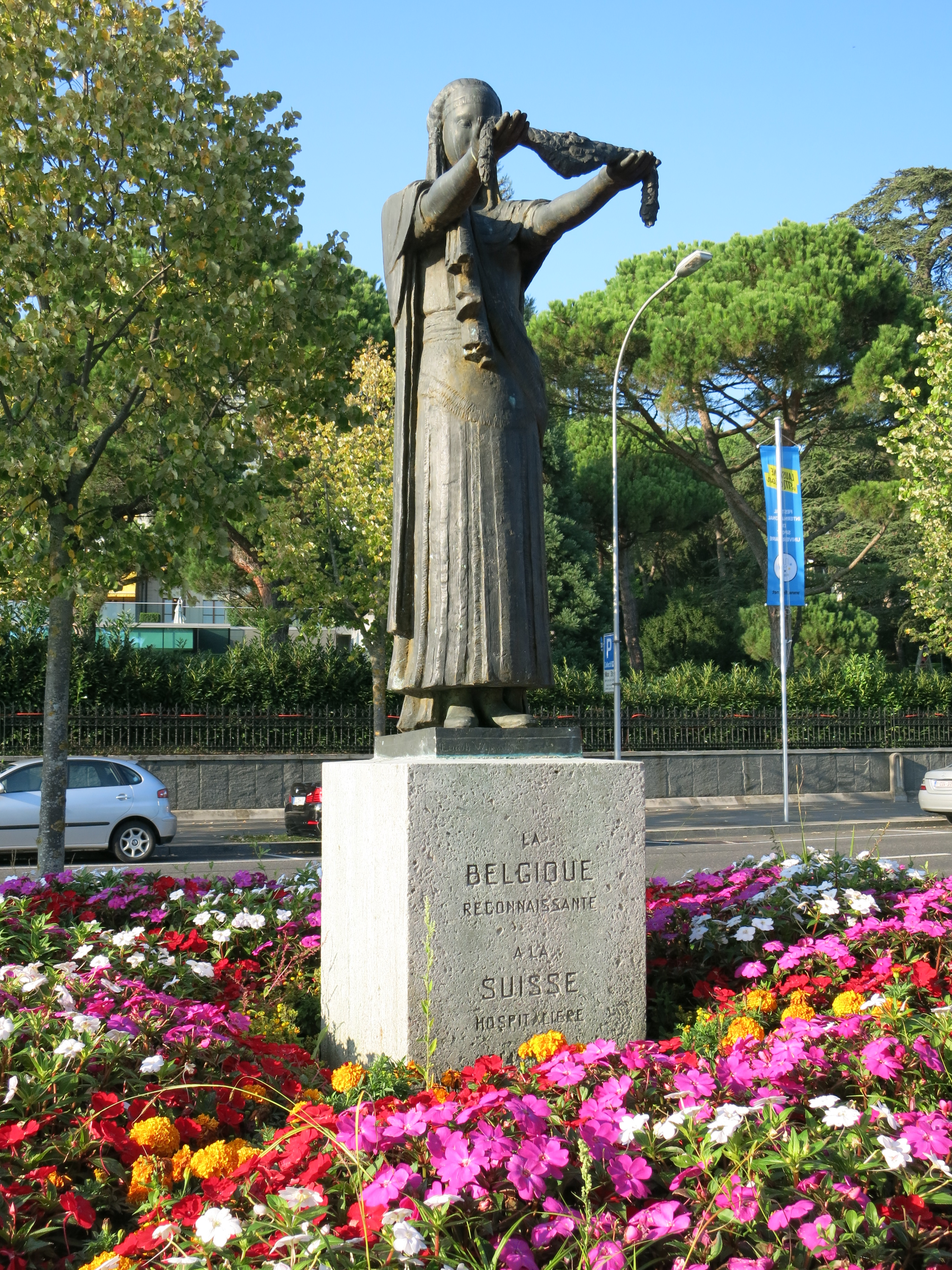
La statue « La Belgique reconnaissante », à Lausanne.

L'activité de Mary Widmer-Curtat vaut de nombreux honneurs en Suisse, en Belgique et ailleurs.
Elle est faite chevalier de l'Ordre de Léopold par arrêté royal du 27 mai 1919,.
Elle est nommée membre d'honneur de la Société Royale Union Belge-Lausanne, au sein de laquelle elle est désignée « maman » et plus tard « grand-maman des Belges ».
En 2014, une plaque commémorative « Mary Widmer-Curtat » est inaugurée à Lausanne, au pied de la statue « La Belgique reconnaissante » en présence de Daniel Brélaz, syndic de Lausanne, et de représentants diplomatiques de la
Belgique,.
En 2023, un chemin de la ville de Lausanne est baptisé « promenade Mary-Widmer-Curtat » en son honneur.